# Giancarlo Ligabue
Giancarlo Ligabue (Venezia, 30 ottobre 1931 – Venezia, 25 gennaio 2015) è stato un paleontologo e politico italiano.

## Biografia
Ultimogenito di Anacleto, Giancarlo Ligabue è stato presidente del gruppo omonimo dal 1972 al 2008.
Dopo aver frequentato il Corso di Laurea in Economia a Venezia, Giancarlo ha proseguito gli studi con un dottorato di ricerca in paleontologia presso l'Università di Parigi Sorbona, cui sono seguite altre quattro lauree honoris causa, e si è dedicato per tutta la vita a ricerche paleontologiche e archeologiche.
Risiedeva a Venezia, è stato Presidente dal 1978 al 2008 del Museo di Storia Naturale cittadino, al quale ha donato circa 2000 oggetti tra fossili e reperti etnografici e i resti di una specie sconosciuta di dinosauro - il gigantesco Ouranosaurus nigeriensis - recuperati nelle sabbie del Sahara nigerino dalla spedizione del 1973 da lui guidata, e condotta insieme all'archeologo Gabriele Rossi Osmida.
All'inizio degli anni '70 ha fondato il Centro Studi Ricerche Ligabue e la rivista semestrale tematica "Ligabue Magazine" su argomenti archeologici, paleontologici e naturalistici.

## Attività di ricerca e divulgazione
Nel 1973, Giancarlo Ligabue fonda il Centro Studi Ricerche Ligabue (trasformato nel 2016 in Fondazione Giancarlo Ligabue, dedicata al suo nome dal figlio Inti), un'associazione senza fini di lucro che opera in ambito nazionale ed internazionale con la finalità di promuovere studi e ricerche in campo scientifico e culturale sulle origini dell’uomo, con particolare attenzione per la cultura del cibo.
Si avvale di un Comitato Scientifico composto da eminenti docenti e studiosi di Università ed Istituti di Ricerca italiani ed esteri, ha organizzato e preso parte a oltre 130 missioni in tutto il mondo, visitato e studiato alcune etnie in via di estinzione nei territori più importanti del Pianeta: tra questi, Ligabue ha scoperto due gruppi etnici che non avevano mai avuto contatti con l’uomo bianco.
Una decina i giacimenti di dinosauri oggetto di ricerca, oltre ad alcuni siti in cui sono stati rinvenuti fossili di ominidi.
Tre specie di dinosauri portano il suo nome, la Agustinia ligabuei, la Ligabueino andesi e la Ligabuesaurus leanzai.
Giancarlo Ligabue ha prodotto centinaia di pubblicazioni, libri, documentari, foto e comunicazioni scientifiche, destinati ad essere utilizzati da istituzioni, scuole e media.

## Politica
È stato eletto parlamentare europeo con Forza Italia nella legislatura 1994-1999 ed è stato presidente del gruppo parlamentare "Forza Europa" ed "Unione per l'Europa" fino al dicembre 1996. Scaduto il suo mandato, non si è più ricandidato.

## Cariche
- Presidente della Reyer Venezia Mestre, la società sportiva cui appartiene la squadra maschile di pallacanestro veneziana, dal 1962 per quasi vent'anni.
- Console Onorario di Svezia dal 1967 al 2009
- Consigliere della Fondazione Cassa di Risparmio di Venezia
- Consigliere della Fondazione Giorgio Cini
- Socio dell'Istituto Veneto di Scienze, Lettere e Arti
- Presidente dell'Aeroclub di Venezia negli anni '70
- Presidente del Comitato Veneto dell'AIRC (Associazione Italiana per la Ricerca sul Cancro), che ha sostenuto sempre con grande passione ed entusiasmo
- Deputato alla Commissione Cultura del Parlamento Europeo dal 1994 al 1999
- Consigliere del WWF internazionale, propugnando la difesa dell'ambiente e dei soggetti viventi che partecipano alla realtà della natura

## Riconoscimenti
Nel 1976 diventa socio onorario in Archeologia del Peabody Museum of Archaeology and Ethnology di Harvard (Massachusetts). Nello stesso anno viene eletto membro del consiglio del Museum Overseas Board of Directors.
Nel 1978 viene nominato Membro Corrispondente del Museo di Storia Naturale di Parigi.
Nel 1980 ottiene il Premio per la Cultura presso l'Università di Manila, Filippine.
Nel 1981 gli viene conferita la Laurea honoris causa in Scienze Naturali dall'Università di Modena.
Nel 1991 ottiene la seconda Laurea honoris causa in Lettere e Filosofia presso l'Università Ca' Foscari di Venezia.
Nel 1992 gli viene conferita la Laurea honoris causa in Archeologia dall'Università di Garcilaso de la Vega, Perù.
Nel 1996 riceve la Laurea honoris causa in Archeologia e Storia dall'Università di Ashgabat, Turkmenistan.
Nel 2000 Giancarlo Ligabue riceve il premio UNESCO Camera awards per la Comunicazione e la Divulgazione Scientifica.
Nel 2005 riceve per meriti il prestigioso premio "Amelia" da una giuria raccolta intorno alla "tavola" mestrina di Dino Boscarato.
Nel 2006 gli viene conferita la Laurea honoris causa in Conservazione dei Beni Culturali dall'Università di Bologna.
Nel 2019 gli viene intitolato il Museo di Storia Naturale di Venezia.
Gli sono state dedicate tre specie di dinosauri, la Agustinia ligabuei, la Ligabueino andesi e la Ligabuesaurus leanzai.

## Opere
- G. Ligabue, G. Pinna, A Azzaroli, Ph. Taquet, I Dinosauri del Tenerè, Longanesi & C
- F. Kauffmann Doig, G. Ligabue, Los Chachapoya(s), UAP Universidad Alas Peruanas
- G. Ligabue (a cura di), Popoli in Bilico, Venezia, Erizzo Editrice
- G. Ligabue, S. Salvatori, Battriana, una antica civiltà delle oasi dalle sabbie dell'Afghanistan, Venezia, Erizzo Editrice